# Hải cẩu xám
Hải cẩu xám (danh pháp khoa học: Halichoerus grypus) là một loài động vật có vú trong họ Hải cẩu thật sự, bộ Ăn thịt. Loài hải cẩu này được Fabricius mô tả năm 1791.
Đây là loài duy nhất trong chi. Con đực dài 2,5–3,3 m (8,2–10,8 ft) và cân nặng 170–310 kg (370–680 lb); con cái nhỏ hơn nhiều, thường dài 1,6–2,0 m (5,2–6,6 ft) và nặng 100–190 kg (220–420 lb). Các cá thể ở tây Đại Tây Dương thường lớn hơn nhiều, con đực nặng 400 kg (880 lb) và con cái nặng đến 250 kg (550 lb). 
Tại Đảo Anh và Ireland, hải cẩu xám sinh sản trong các đàn trên và xung quanh các bờ biển. Quần thể đáng chú ý lớn tại Donna Nook (Lincolnshire), quần đảo Farne ngoài khơi bờ biển Northumberland (khoảng 6.000 con), Orkney và Bắc Rona ngoài khơi bờ biển phía bắc của Scotland, đảo Lambay ngoài khơi bờ biển Dublin và đảo Ramsey ngoài khơi bờ biển của Pembrokeshire. Tại Bight Đức, các quần thể tồn tại các đảo Sylt và Amrum và Heligoland.
Ở Tây Bắc Đại Tây Dương, hải cấu xám thường được tìm thấy với số lượng lớn ở các vùng nước ven biển của Canada và phía nam đến khoảng New Jersey trong Hoa Kỳ. Tại Canada, loài hải cẩu này thường thấy trong các khu vực như vịnh St. Lawrence, Newfoundland, Maritimes, và Quebec. Quần thể lớn nhất thế giới tại đảo Sable, NS. Tại Hoa Kỳ, nó được tìm thấy quanh năm ngoài khơi bờ biển của New England, đặc biệt là Maine và Massachusetts, và thường xuyên ít hơn một chút ở các tiểu bang Trung bộ Đại Tây Dương. Phạm vi tự nhiên của nó kéo dài về phía nam tới Virginia.
Trong những năm gần đây, số lượng hải cẩu xám đã gia tăng ở phía tây và Canada. Dân số bị cô lập tồn tại trong Biển Baltic, tạo thành phân loài H. grypus balticus. Một trường hợp hiện diện được ghi nhận ở Biển Đen gần các bờ biển Ukraina
Trong những tháng mùa đông, hải cẩu xám có thể được nhìn thấy ra khỏi mặt nước (hauling-out) lên các bờ đá, hải đảo, và bãi cát ngầm không xa bờ, thỉnh thoảng đến bờ để nghỉ ngơi. Vào mùa xuân các con hải cẩu non mới cai sữa những con hải cẩu non một tuổi thỉnh thoảng mắc cạn lại trên bãi biển sau khi tách ra khỏi nhóm của chúng.

## Chế độ ăn
Hải cầu xám ăn nhiều loại cá, chủ yếu là sinh vật đáy hoặc sinh vật sống gần đáy, được chúng bắt ở độ sâu đến 70 m (230 ft) hoặc nhiều hơn. Lươn cát (Ammodytes spp) (một số loài cá trong các chi Hyperoplus, Gymnammodytes hay Ammodytes) rất quan trọng trong chế độ ăn uống của chúng ở nhiều địa phương. Cod và các gadidae khác, cá bẹt, cá trích và cá đuối cũng quan trọng theo địa phương. Tuy nhiên, điều rõ ràng là hải cẩu xám sẵn sàng ăn sinh vật gì có sẵn, bao gồm cả bạch tuộc và tôm hùm. Lượng thức ăn trung bình cần cho mỗi cá thể trong một ngày ước khoảng 5 kg (11 lb), dù hải cẩu xám không phải ăn hàng ngày và chúng nhịn đói trong mùa sinh sản.

## Sinh sản

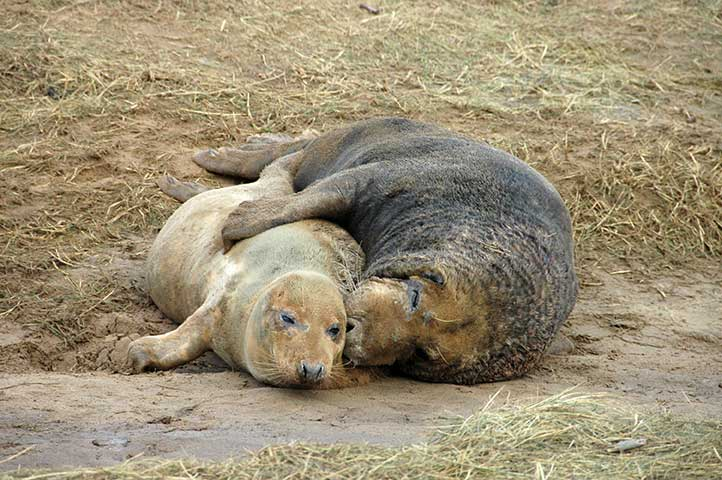
Hải cẩu đực và hải cẩu cái giao phối, Donna Nook, Lincolnshire, Anh quốc tháng 11 năm 2007

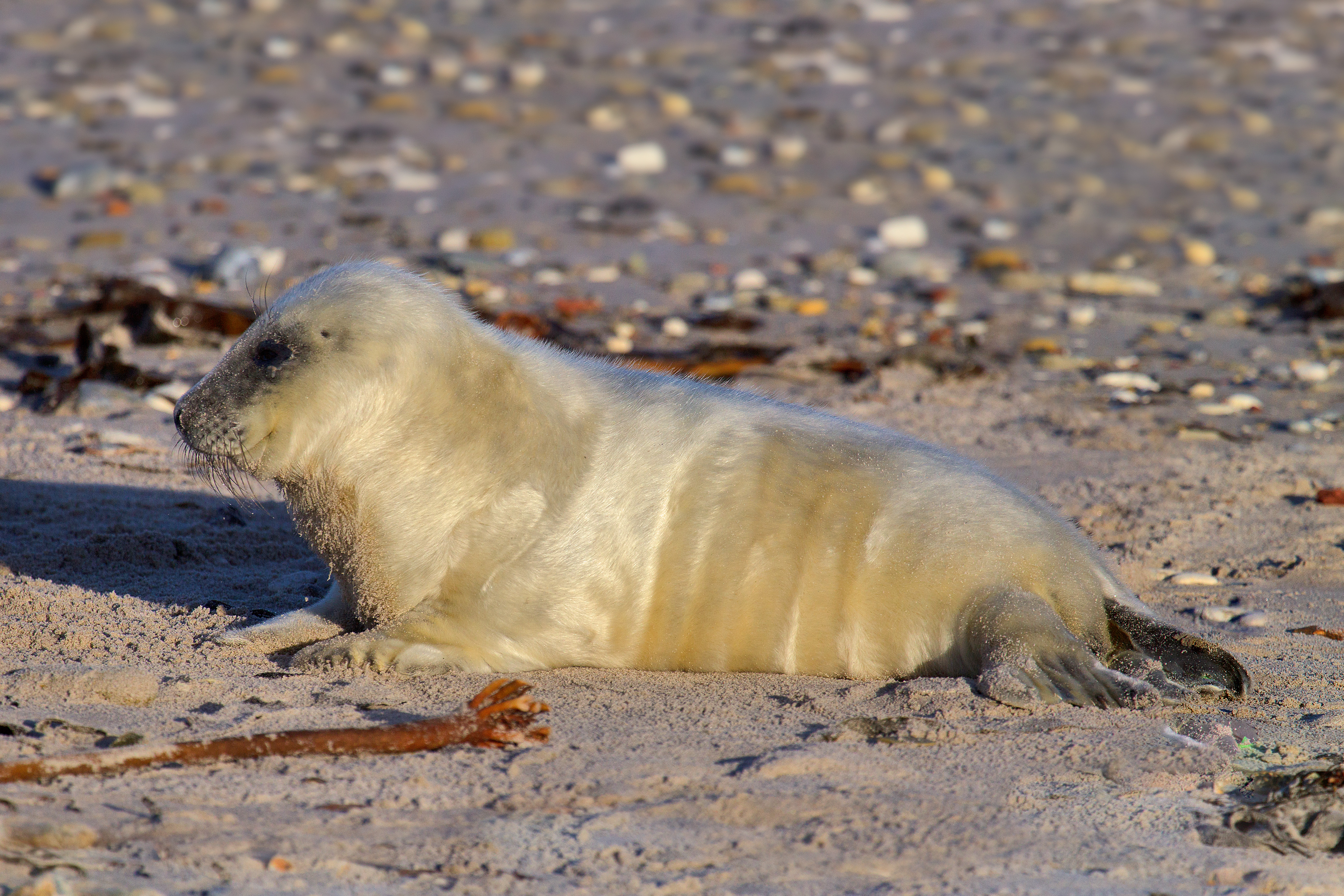
Hải cẩu con sau khi sinh vài ngày.

Hải cẩu con được sinh ra vào mùa thu (tháng chín-tháng mười một) ở đông Đại Tây Dương và vào mùa đông (tháng một-tháng hai) ở phía tây, với bộ lông màu trắng mềm mượt, lúc đầu còn nhỏ, hải cẩu con nhanh chóng béo khi bú sữa của hải cẩu mẹ cực kỳ giàu chất béo. Trong vòng một tháng hoặc lâu hơn, chúng thay lông, phát triển lông dày đặc của hải cẩu trưởng thành và không thấm nước, và rời đất liền xuống biển để tự bắt cá. Trong những năm gần đây, số lượng hải cẩu xám đã gia tăng ở phía tây và Canada đã có các lời kêu gọi bắt bớt hải cẩu.

## Tình trạng
Tại Hoa Kỳ, số lượng hải cẩu xám đang tăng nhanh. Cho tới năm 1962, Maine và Massachusetts đã cho phép săn hải cẩu thoải mái đến nỗi chỉ một vài quần thểc địa bị cô lập con dấu màu xám ở lại Maine. Sau đó, vào năm 1972 Quốc hội đã thông qua Đạo luật Bảo vệ động vật biển có vú đã ngăn việc làm tổn hại hoặc quấy rối hải cẩu, số lượng hải cẩu xám đã hồi phục. Ví dụ có một quần thể sinh sản lớn gần Mũi Cod, Massachusetts, trong đó số lượng hải cẩu con hồi phục từ một số ít vào năm 1980 đến hơn 2.000 con trong năm 2008. Đến năm 2009, hàng ngàn hải cẩu xám có đến cư trú trên hoặc gần bãi biển phổ biến khi cá mập trắng lớn bắt đầu săn bắn chúng ở gần bờ. Hải cẩu xám cũng được nhìn thấy gia tăng ở các vùng biển New York và New Jersey và người ta mong đợi chúng sẽ tạo lập các quần thể xa hơn về phía nam.
Tại Vương quốc Anh, hải cẩu được bảo vệ theo Đạo luật Bảo tồn Hải cẩu 1970, tuy nhiên nó không áp dụng cho Bắc Ai-len. Tại Anh cũng đã có các lời kêu gọi bắt hải cẩu từ một số ngư dân, tuyên bố rằng số lượng cá đã giảm do những con hải cẩu.
Số lượng hải cẩu xám trong Biển Baltic đã tăng khoảng 8% mỗi năm từ năm 1990 đến giữa những năm 2000 với những con số trở nên trì trệ kể từ năm 2005. Năm 2011, việc săn bắn hải cẩu xám là hợp pháp ở Thụy Điển và Phần Lan với 50% hạn ngạch được sử dụng. Các nguyên nhân tử vong gây ra bởi con người bao gồm bị chết đuối bởi ngư cụ của con người.

## Phân loài
Có hai phân loài được công nhận:
- Halichoerus grypus grypus (Bắc Đại Tây Dương), đồng nghĩa H. g. atlantica
- Halichoerus grypus macrorhynchus (Biển Baltic), đồng nghĩa H. g. balticus

Các nghiên cứu phân tử đã chỉ ra rằng các quần thể phía đông và phía tây Đại Tây Dương đã khác biệt về di truyền trong ít nhất một triệu năm, và có khả năng có thể được coi là phân loài riêng biệt.